# Texada Island
Texada Island ist die größte Insel in der Straße von Georgia, einer Wasserstraße, die das kanadische Festland von Vancouver Island in der Provinz British Columbia trennt. Sie ist zugleich mit 50 km Länge und bis zu 10 km Breite die größte der nördlichen Gulf Islands, zu denen neben Texada vor allem Denman, Hornby und Lasqueti Island gehören. Texada wird vom Festland und vom benachbarten Nelson Island durch die Malaspina-Straße im Nordosten und von Lasqueti Island durch den Sabine Channel im Südwesten getrennt. Im Nordwesten liegt zwischen Texada und Harwood Island der Algerine Channel, während die Westseite zu drei Vierteln an der Straße von Georgia liegt.
Die Insel ist 300,4 km² groß und hatte im Jahr 2011 genau 1.053 Einwohner. Sie gehört zum qathet Regional District und dort zum Bezirk D.

## Geographie und Klima
Auf der Insel befinden sich zwei Orte mit jeweils rund 500 Einwohnern, nämlich Van Anda und Gillies Bay, die meisten Einwohner leben im Umkreis von Blubber Bay im Norden der Insel.

## Geschichte
Texada gehörte zum traditionellen Gebiet der Sliammon, einer Gruppe der Küsten-Salish, das sich von der Gegend zwischen Stillwater und Texada nordwärts über Malaspina und Gilford Peninsula bis zum Süden des Homfray Channel und teilweise Cortes Island erstreckte. In diesem Gebiet bewohnten die Sliammon etwa zehn Dörfer, dazu viele saisonale Wohnstellen, von denen einige auf Texada entdeckt wurden.
1791 umfuhr der Spanier José María Narváez im Zusammenhang mit einer Expedition unter Leitung von Francisco de Eliza auf der Santa Saturnina Texada, um die Gegend zu kartographieren. Damit wollte Spanien seinen Anspruch auf die Region untermauern. Narvaez benannte die Inseln, die er umfuhr nach dem spanischen Konteradmiral Felix de Tejada und nach dem Heiligen Felix. Dabei erhielt zunächst Lasqueti Island als Isla de Texada den Namen des Konteradmirals, während das heutige Texada den Namen Islas de San Felix erhielt. Erst auf der Karte, die Eliza und Juan Carrasco erstellten, wurde der Name Texada auf die heutige Texada-Insel verschoben. Als George Vancouver im nächsten Jahr die Gegend erreichte, registrierte und kartografierte er die Insel dann unter dem Namen Favada.
In den 1870er Jahren entdeckte der Walfänger Harry Trim ein Erzvorkommen. Die Insel wurde zum Auslöser eines politischen Skandals, an dessen Ende der Premierminister der Provinz zurücktreten musste. Amor De Cosmos hatte vor, Hafenanlagen in Victoria zu errichten, der Provinzhauptstadt. Er handelte mit der Regierung von John Macdonald einen Kredit von einer Million Pfund aus. Als er jedoch im Januar 1874 nach Victoria zurückkehrte, wurde er von seinen Gegnern kritisiert, die fürchteten, wegen des geplanten Hafens werde die transkontinentale Eisenbahn nicht wie 1871 versprochen bis nach Victoria gebaut werden. Die Gegner, zu denen De Cosmos’ ehemalige Mitstreiter John Robson und John Sebastian Helmcken gehörten, meinten, er habe sein Amt missbraucht, um seine eigene Eisenmine auf Texada Island zu fördern. De Cosmos trat am 11. Februar 1874 zurück.
Ende des 19. Jahrhunderts entstand im Norden ein Fischereihafen, in dem zeitweise Buckelwale zerlegt wurden. Dieser Tatsache verdankt der Ort den Namen Blubber Bay, nach dem englischen Wort für Walspeck.
Um die gleiche Zeit entdeckte man Kupfer bei Van Anda. Dort entstanden die Copper Queen und die Cornell Mine. Der Ort wurde nach dem Sohn des Rohstoffunternehmers Edward Blewett benannt, Van Anda Blewett. Selbst John D. Rockefeller investierte in die Minen, zog sich allerdings bald zurück, ebenso wie die kanadischen Investoren Sir William Mackenzie und Donald Mann. Die Eisenerze wurden von Union Iron Works aus San Francisco abgebaut. In Van Anda entstand ein Opernhaus und eine Chinatown, doch wurde die Stadt mehrfach durch Feuer zerstört. Daneben entstand eine Erzmine an der Gillies Bay durch Kaiser Aluminum, die nach 1945 Eisen nach Japan und Deutschland lieferten.
Neben Metallen wurde ab 1910 Kalkstein abgebaut. Hier waren Pacific Lime Company und BC Cement in Blubber Bay und Marble Bay bis Anfang des 21. Jahrhunderts tätig.
Anfang des 20. Jahrhunderts hatte die Insel mehr als 5.000 Einwohner. Während der Prohibitionszeit blühte der Schmuggel von Alkohol in die USA.
1982 errichtete BC Hydro eine Stromverbindung mit 500 kV über die Insel, 1989 entstand eine Gaspipeline von Süd nach Nord, die Powell River und Vancouver Island versorgt.
Um die Gasversorgung entbrannte 2007 eine Auseinandersetzung, als Westpac LNG einen Hafen für Flüssiggas einrichten wollte. sowie ein Gaskraftwerk am Kiddie Point im Norden der Insel. Eine Initiative, Texada Action Now, entstand. Derzeit ruht das Projekt.

## Verkehr
Neben der Anbindung durch die von BC Ferries betriebene Fährverbindung nach Powell River, verfügt die Insel auch über einen Flughafen. Der örtliche Flughafen Texada/Gillies Bay (IATA-Code: YGB, ICAO-Code: CYGB, Transport Canada Identifier: -) hat jedoch nur eine asphaltierte Start- und Landebahn von 914 m Länge.
Öffentlicher Personennahverkehr wird auf der Insel mit einer Buslinie durch das „Powell River Regional Transit System“ angeboten, welches von BC Transit in Kooperation betrieben wird. Die Buslinie verkehrt auf der Insel zum Fährterminal und wird auf dem Festland vom Westview Ferry Terminal in die Stadt fortgesetzt.

## Sehenswürdigkeiten
Auf der Insel befinden sich zwei Parks, der im Süden gelegene South Texada Island Provincial Park und der Anderson Bay Provincial Park.
In Blubber Bay befindet sich ein Museum, das Texada Museum.